# Asiunia
Asiunia – opowiadanie dla dzieci autorstwa Joanny Papuzińskiej wydane w 2011 roku i ilustrowane przez Macieja Szymanowicza, wydane przez Wydawnictwo Literatura. Książka opowiada o losach autorki podczas II wojny światowej. 
Książka jest częścią serii Muzeum Powstania Warszawskiego i Wydawnictwa Literatura „Wojny Dorosłych. Historie Dzieci”. Jest adresowana do dzieci w wieku ok. lat 6-ciu. Od 2017 roku jest lekturą szkolną. 

## Adaptacje i kontynuacje
W 2014 Muzeum Powstania Warszawskiego udostępniło bezpłatną wersje elektroniczną książki, w postaci aplikacji multimedialnej dla systemu Android.
W 2020 Muzeum udostępniło też bezpłatnie audiobooka książki (czyta Agata Kulesza).
W 2023 powstał krótkometrażowy film animowany na podstawie książki (prace nad nim rozpoczęły się już w 2017) w reżyserii Tomasza Duckiego, pt. Asiunia i jej tato szczęściarz.
Pozycja zapoczątkowała cykl literacki o Asiuni. Jej kontynuacją są Mój tato szczęściarz (2013), opowiadająca o losach jej ojca podczas powstania warszawskiego oraz Krasnale i olbrzymy (2015) o przygodach Asiuni (tu, już Joasi) w powojennej Warszawie. Dla starszego czytelnika autorka opisała swoje dzieciństwo w książce Darowane kreski (1994).

## Odbiór
Książka zdobyła Nagrodę Literacką m.st. Warszawy w 2011 roku. Znalazła się na Liście Skarbów Muzeum Książki Dziecięcej oraz Złotej Liście Fundacji ABC XXI Cała Polska Czyta Dzieciom.
W 2017 książka trafiła na listę lektur szkolnych Ministerstwa Edukacji Narodowej (klasy I–III szkoły podstawowej). Była nią nadal w kolejnej dekadzie – stan na 2024/2025).

## Analiza
Książka jest oparta na osobistych doświadczeniach autorki. 
Magdalena Howorus-Czajka pisząc w 2016 dla czasopisma „Problemy Wczesnej Edukacji” pochwaliła ilustracje Szymanowicza jako ciekawe, zwracając uwagę na jego użycie sepii. Samą książkę opisała jako nostalgiczną i refleksyjną wizualnie, pisząc, że prezentuje ona „wewnętrzną siłę dziecka, które pomimo doświadczania ogromnego cierpienia poszukuje jasnych momentów w życiu. Dlatego widzimy główną bohaterkę przerażoną i samotną po tym, jak jej dom został zburzony, ale wkrótce ta sama dziewczynka ma siłę, aby poczuć radość płynącą z zabawy”.
Według Elżbiety Jamróz-Stolarskiej piszącej w 2020 w książce Rulers of Literary Playgrounds, książka niesie ze sobą głęboki ładunek emocjonalny, a w wersji elektronicznej animowane ilustracje i towarzyszące im dźwięki dodatkowo wzmacniają przekaz werbalny; równocześnie jednak Jamróz-Stolarska zwróciła uwagę, że wersja elektroniczna zawiera pewne błędy (np. animacje przesłaniają fragmenty tekstu).
Alicja Ungeheuer-Gołąb w 2022 w czasopiśmie „Edukacja Elementarna w Teorii i Praktyce” zauważyła, ze utwór „obejmuje treści istotne dla współczesnych dziecięcych czytelników”, poruszając trudny temat wojny, od niedawna znowu aktualny w Europie Wschodniej. Według Ungeheuer-Gołąb: „Autorka... przedstawiła fragment polskiej, i własnej, historii z okresu II wojny światowej”, a także przekazuje liczne wartości o naturze dydaktycznej i moralnej (o wartości rzeczy, życia, rodziny, pokoju, itp.), czyniąc to w sposób artystyczny i równocześnie zrozumiały dla dziecięcego odbiorcy.  

## Opis fabuły
Akcja utworu rozgrywa się podczas II wojny światowej w Warszawie. Główna bohaterka książki Asiunia podczas akcji książki kończy pięć lat. Pewnego dnia żołnierze niemieccy zabrali jej matkę. Dziećmi nikt nie mógł się zaopiekować, dlatego rodzeństwo zostało rozdzielone. Każde dziecko trafiło do innego domu, pod opiekę innych ludzi. Asiunia zamieszkała przy ulicy Filtrowej z trzema kobietami i dziewczynką Elżbietą, która była w jej wieku.

### Główni bohaterowie
- Asiunia (Joanna) – główna bohaterka książki, która podczas akcji kończy pięć lat
- Ciotka Antonina – ciotka Joanny
- Ciotka Aleksandra – ciotka Joanny
- Marek, Przemysław, Krzysztof, Tomasz, Ewa, Danuta – rodzeństwo Joanny.